# Nathalie Papin
Pour les articles homonymes, voir Papin.
Nathalie Papin est une dramaturge française née à Roussay (Maine-et-Loire). Elle est considérée comme une autrice contemporaine majeure dans le domaine du théâtre pour la jeunesse. L'intégralité de ses pièces a été publiée par les éditions L'École des loisirs.
Elle obtient en 2016 le Grand Prix de littérature dramatique jeunesse décerné par l'ARTCENA - Centre national des arts du cirque, de la rue et du théâtre pour sa pièce Léonie et Noélie.

## Biographie
Elle publie son premier récit, Le Tout-Contre en 1995 aux éditions Paroles d’Aube. Elle écrit ensuite une série de pièces de théâtre pour la jeunesse. Sa première pièce, Mange-Moi, paraît en 1999 à l’École des Loisirs qui éditera jusqu’à ce jour presque tout son théâtre.
Sa pièce Le Pays de Rien obtient le prix de l’ASSITEJ en Suisse en 2002. Mise en scène en 2013 par Betty Heurtebise, de la compagnie La Petite Fabrique, Le Pays de Rien connaît un beau succès et entre, en 2018, dans sa septième année de tournée Nationale. Le Pays de Rien donne lieu depuis 10 ans à de nombreuses autres mises en scène dont celle de Catherine Anne, Emilie Le Roux et à des traductions, en Italien, espagnol, polonais, grec…
La pièce Debout connaît aussi une bonne fortune mise en scène par Christine Pouquet, la Cie Ma roulotte, et Alexandra Tobelaim, Cie Arkétal.
D’autres pièces ont fait l’objet de création radiophonique sur France Culture comme Tisser les Vivants par la réalisatrice Juliette Heyman.
Elle est autrice sélectionnée à THEA, pour l’OCCE, Office Central pour la Coopération à l’École pour l’année scolaire 2007-2008.
À partir de 2013 l’Éducation nationale a inscrit dans la liste des ouvrages sélectionnés pour les collèges trois de ses publications : Debout, Camino, La morsure de l’âne.
Pour La Belle Saison, en 2016, année consacrée à la création jeunesse et portée par le Ministère de la Culture, elle participe aux commissions nationales et aux journées d’études au CNES à La Chartreuse.
Un, Deux, Rois, publié en 2012 donne lieu à une lecture inédite par Emmanuel Demarcy-Mota, dans le festival littéraire Terres de Paroles en Normandie avec Hugues Quester dans le rôle du Roi.
Nathalie Papin aime également écrire pour des artistes singuliers. Elle travaille notamment avec des photographes pour des ouvrages publiés aux éditions Filigranes. Et, elle écrit pour un magicien, Bebel, Belkheïr ou une carte ne vous sauve pas la vie pour rien, création hybride où théâtre et magie sont en symbiose, produit par le Cirque-théâtre d’Elbeuf et le théâtre de Vidy Lausanne en 2014.
En  2015 paraît Faire du feu avec du bois mouillé, une conférence en abécédaire à l’envers sur le théâtre qu’elle écrit comme une réponse poétique aux questions sur ce théâtre jeunesse toujours interrogé, en ouverture de saison pour le théâtre des Quatre Saisons, Scène conventionnée de Gradignan. Betty Heurtebise va mettre en scène ce texte avec l’auteure lisant cet abécédaire dans « un livre scénique » couvert de mots animés, créés par le vidéaste Valéry Faidherbe.
Deux pièces parues en 2018 : Le gardien des ombres et Quand j’aurai mille et un ans sont mises en scène par Benjamin Ducroq du Maesta Théâtre et Jérôme Wacquiez de La Cie des Lucioles.
Une pièce adulte, Tenir, paraît aux éditions l’espace 34 et est sélectionnée pour la Mousson d’été 2017 mise en lecture par Leyla-Claire Rabih.
La pièce Léonie et Noélie, sera mise en scène en 2018 par Karelle Prugnaud pour l’édition 2018 du Festival d’Avignon.
Nathalie Papin est engagée pour faire connaître l’écriture dramatique pour la jeunesse avec d’autres auteurs auprès d’étudiants, d’enseignants, de traducteurs, d’artistes etc.

## Œuvre
Théâtre
- Quand j'aurai mille et un ans, éd. l'École des Loisirs, 2017
- Le Gardien des ombres, éd. l'École des Loisirs, 2017
- Tenir, éd. Espace 34, 2016
- Léonie et Noélie, éd. l'École des Loisirs, 2015
- Faire du feu avec du bois mouillé, éd. l'École des Loisirs, 2015
- A, Z et le petit point, éd. Espace 34, ouvrage collectif, 2015
- Un, Deux, Rois, éd. l'École des Loisirs, 2012
- La Morsure de l'âne, éd. l'École des Loisirs, 2008
- Les 120 voyages du fou, éd. Théâtrales, ouvrage collectif[1]
- Tisser les vivants, inédit, 2007
- L'Épargné(e), inédit, 2007
- Qui rira verra, éd. l'École des Loisirs, 2006
- Petites formes: l'Habitant de l'escalier, Le Partage, éd. l'École des Loisirs, 2002
- Camino, éd. l'École des Loisirs, 2002.
- Le Pays de rien, éd. l'École des Loisirs, 2002
- Yolé tam gué, éd. l'École des Loisirs, 2001
- L'Appel du Pont, éd. l'École des Loisirs, 1999
- Debout, éd. l'École des Loisirs, 1999
- Mange-moi éd. l'École des Loisirs, 1996

Prose
- Poésie, Les Photos du dimanche, photos I.Vaillant, éd. Filigranes, 2006
- Le Tout-contre, roman, éd. Paroles d'aube, 2000, (épuisé)
- Poésie, La Ville qui retient la mer, photos A. de Givenchy, éd. Filigranes, 1999
- Fiction poétique, Sponte Sua, photos S. Picard, éd. Filigranes, 1997

## Prix
- Prix de l’ASSITEJ Suisse 2002 pour Le Pays de rien.
- Prix de la Bibliothèque Armand Gatti 2004 pour Camino.
- Grand Prix de littérature Dramatique Jeunesse 2016 pour Léonie et Noélie.